# Обществено радио и телевизия
Общественото излъчване е радио или телевизионно излъчване, управлявано от публичен орган, който е субсидиран от правителството. В много случаи по-голямата част от бюджета за обществените радио и телевизия идва от публично финансиране.

## Причини за съществуването на публично излъчване
В миналото технологията е позволявала разпространението само на ограничен брой канали в определена географска област. Вследствие на това беше заявено, че не следва да се предоставят всички възможности за ограничено излъчване на частни лица, а че те или някои от тях трябва да бъдат предоставени на публичен орган, който ще работи в полза на цялата общественост. Към края на ХХ век, с премахването на технологичните бариери чрез кабелната телевизия и появата на интернет, обосновката за обществено излъчване намалява.
Друга причина за съществуването на публично излъчване е, че пазарът на медии е ограничен по обхват и следователно ще има само няколко влиятелни участници, които ще бъдат богати на пари и интереси, които ще бъдат различни от тези на останалата част от обществото. Общественото излъчване има за цел, според неговите поддръжници, да балансира частните медии и да предостави на обществеността надежден източник на информация.
Друг аргумент, който изисква съществуването на публично предаване, е необходимостта от канали за излъчване, които не са ангажирани с рейтинги и могат да произвеждат предавания с висока социална и културна стойност, каквито обикновено не се появяват в комерсиалните предавания.

## История
В миналото общественото излъчване се е ползвало от многото изключителни права или господстващо положение на пазара на медиите. През годините се наблюдава спад в използването на традиционното радио и телевизия, което е особено вредно за общественото излъчване. Освен това отварянето на пазара за повече канали доведе до намаляване на рейтингите на общественото излъчване. Развитието на новите медии и интернет е истинско предизвикателство за общественото излъчване. Поради изобилието от налични канали в световен мащаб се наблюдава спад в слушането и гледането на обществените радио и телевизия в традиционните им формати. Подкастите са на път почти изцяло да заместят слушането на радио, а място на телевизията заема стрийминг предаването. В резултат на тези промени се забелязва промяна в методите за финансиране на излъчванията и прехода от публично финансиране (чрез държавния бюджет или данък) към финансиране и привличане на конкретни целеви аудитории.

## Обществените радио и телевизия по света
Най-голямото публично радио- и телевизионно разпространение в света по отношение на бюджета и персонала е Германската служба за радио- и телевизионно излъчване ARD, следвана от британската BBC.

### Великобритания
BBC – British Broadcasting Corporation, е първата в света услуга за обществено радиоразпърскване. Тя е основана през 1922 г. и е установила критерии и стандарти, които са послужили за модел на много от обществените радио- и телевизионни организации в света.

### Съединените щати
Общественото излъчване в САЩ не е централизирано и не се управлява от правителството, но получава частично финансиране от федералното правителство. По-голямата част от средствата за обществено излъчване идват от различни органи в общността, местни власти, асоциации и университети, както и кратки търговски предавания за спонсорство (15 – 30 секунди).

#### Радиопредавания – NPR
NPR е мрежа на публично излъчване в САЩ и местните станции купуват някои от материалите, които тя излъчва.

## В България
Българското национално радио и Българската национална телевизия осъществяват радио- и телевизионна дейност като национални обществени оператори.